# Clasificación para la Eurocopa de fútbol sala de 2001
La Ronda de Clasificación para el Campeonato Europeo de Fútbol Sala de la UEFA de 2001 tuvo lugar entre el 27 de septiembre y el 5 de noviembre de 2000. Los países anfitriones fueron Andorra, Croacia, España, Hungría, Italia, Polonia y República Checa.

## Equipos participantes
Fue la tercera edición de este campeonato europeo regulado de los equipos nacionales de fútbol sala.

26 equipos miembros de la UEFA se inscribieron para participar en el torneo. De ellos, 8 se clasificaron para participar en la Fase Final.

En la Ronda de Clasificación los 25 equipos se distribuyeron en 3 grupos de 3 equipos y 4 grupos de 4 equipos  y de ellos los vencedores de cada grupo  pasaron a jugar la Fase Final.

La selección de Rusia como representante del país anfitrión quedó clasificada directamente para la Fase Final.

Los países participantes en la Ronda de Clasificación fueron:
| Andorra | Azerbaiyán | Bélgica | Bielorrusia | Bosnia-Herzegovina | Croacia |  |
| 1 Sergi Babot Abad 2 Xavier Nunez Romero 3 Joan Foix Fernández 4 Ion Endika Jauregui 5 David Gil Medina 6 Oriol Anglora Pirot 7 Miguel Ángel Morales Ruíz 8 Neftalí Puyalto Coll 9 Jorge Diaz Barbosa 10 Miguel Blazquez Cerdeira 11 Jofre Llort Samso 12 Eric Font 13 Xavier De La Rosa Fernandez 14 Xavier Sola Peralba Ent. Carles Riba Vinyes | 1 Rauf Guseynov 2 Ilkham Azizov 3 Vakhid Abdullayev 4 Jamal Mammadov 5 Nurradin Eyniev 6 Rizvan Farzaliyev 7 Natig Mammadkarimov 8 Rashadat Allakhyarov 9 Allakhverdi Babaev 10 Makhir Eyniev 11 Zaur Ramazanov 12 Ilgar Abdoulov 13 Agatair Azimov 14 Muslim Huseynov Ent. Hajibala Abdullayev | 1 Marc Vandecaetsbeek 2 Sergio Buscaino 3 Kris Gielens 4 Karim Bachar 5 Rachid Lamkharrat 6 Damien Cabo 7 Rudy Plompen 8 Bart Michiels 9 Marc Kazanza 10 Kurt Gessner 11 Ferid Rochdi 12 Sven Vandenbrande 13 Abdelfata Aharchi 14 Ramal Aharchi Ent. Damien Knabben | 1 Igor Kirkizh 2 Viachaslau Vanchukevich 3 Dzmitry Matsiuk 4 Siarhei Maksimau 5 Dmitri Yanel 6 Dimitri Eliseev 7 Ilya Gurin 8 Aleksandr Chernik 9 Aleksandr Savintsev 10 Vladimir Levus 11 Serguei Lagoutko 12 Sergei Kuznetsov 13 Nikolai Gurinchik Ent. Siarhei Safanov | 1 Safet Hodzic 2 Halil Dzinic 4 Ferik Dizdarevic 6 Alen Lali? 8 Ramiz Ramic 9 Damir Gljiva 14 Aziz Turudija 18 Nazif Kobilica 20 Marko Brcic 21 Cazim Recica 22 Edib Hodzic Ent. Muhamed Poricanin | 1 Tomislav Papes 2 Velimir Carapina 3 Edin Dervisagic 4 Tomislav Gricar 5 Mico Martic 6 Sinisa Alebic 7 Goran Eklic 8 Nikola Tomicic 9 Pjer Malvasija 10 Robert Grdovic 11 Alen Delpont 12 Bozidar Butigan 13 Mate Culjak 14 Alen Jukic Ent. Marijan Brncic |  |

| Eslovaquia | Eslovenia | España | Finlandia | Francia | Georgia |  |
| 1 Marián Suranyi 2 Radoslav Krajcik 3 Pavol Vigas 4 Jozef Husvar 5 Radovan Galat 6 Tomas Pal 7 Andrej Urbanovic 8 Michal Badura 9 Peter Fejdi 10 Marián Berky 12 Roman Horsky 13 Ladislav Paulovic 14 Jozef Strecok 15 Martin Slovak Ent. Ivan Štulajter | 1 Vojko Majcen 2 Gorazd Drobnic 3 Denis Delameja 4 Danilo Gucek 5 Andrej Dobovicnik 6 Zoran Tesko 7 Joze Gacnik 8 Dejan Kraut 9 Matko Ribicic 10 Mito Kos 11 Senudin Dzafic 12 Denis Rutar 13 Marko Pungartnik 14 Milivoje Simeunovic Ent. Dusan Razborsek | 2 Julio 3 Santiago Herrero Amor 4 Adeva 5 Orol 6 Joan 7 Javi Rodríguez 8 Kike 9 Javi Sánchez 10 Paulo Roberto 11 Alberto Riquer Anton 12 Luis Amado 13 Guillermo 14 Daniel Ent. Javier Lozano Cid | 1 Juha Seppälä 2 Risto Salmi 3 Ville Sihvonen 4 Jani Uotinen 5 Marko Koivuranta 6 Tero Karhu 7 Jere Pirhonen 8 Mika Helin 9 Jarno Aaltonen 10 Janne Laine 11 Tommi Sergejeff 12 Tuomas Peltonen 13 Petteri Kärkkäinen 14 Kalle Kautto Ent. Simo Syrjävaara | 1 Jean-Pierre Sabani 2 Rachid Aggouni 3 Stéphane Basson 4 Lakdar Boukria 5 Yohann Chelle 6 Fernando Da Cruz 7 Frédéric Dan 8 Mickaël Di Barbora 9 Frédéric Duponcheel 10 José Mafrici 11 Taoufik Tayachi 12 Ali Yuma 13 Amerouche Yahia 14 Abdelnasser Yahia Ent. James Doyen | 1 Zaal Chitaladze 2 Nick Kbiladze 3 David Sologashvili 4 Besik Zoidze 5 Revaz Alexdze 6 George Altunashvili 7 George Zambakidze 8 Irakli Babunashvili 9 Andro Mizandari 10 Aleksandr Sarkisian 11 Aleksandr Dzabiradze 12 Levan Zakaidze Ent. Guram Durglishvili |  |

| Grecia | Holanda | Hungría | Israel | Italia | Letonia |  |
| 1 Konstantinos Pappas 2 Panagiotis Lioutas 3 Alkis Vandoros 4 Grigoris Gougoulitsas 5 Andreas Panagopoulos 6 Panagiotis Chiotis 7 Stefanos Michalis 8 Kiriakos Trochalidis 9 Emmanouil Nikas 10 Konstantinos Karasavvas 11 Stefanos Soilemes 12 Christos Papadopoulos 13 Vangelis Mantzios 14 Ilias Mexis Ent. Evangelos Palantzas | 1 Thomas Sier 2 Said Moumane 3 Anton Biloro 4 Hendrik Leatemia 5 Pascal Langenhuijsen 6 Moestafa Talha 7 Maarten Frankfort 8 Hendrikus Lettinck 9 Glenn Zeelig 10 Maximiliaan Tjaden 11 Rene Marechal 12 Antoine Merlino 13 Ron Sijm 14 Patrick Thomassen Ent. Nico Spreij | 1 Gábor Zay 2 Balázs Simon 3 Zoltan Szabo 4 Tamás Török 5 István Jávor 6 Gábor Szalay 7 Ferenc Kénoszt 8 Tamás Szente 9 László Zsamar 10 Gabor Nagy 11 Zsolt Nagy 12 György Szalontai 13 Pál Baranyai 14 Miklós Tóth Ent. József Mucha | 1 Yaron Necher 2 Yosi Shalom 3 Keren Batan 4 Amir Salem 5 Shimi Bruchian 6 Dror Etach 7 Ran Shoef 8 Yaron Spigel 9 Asher Kadosh 11 Asaf Baruchian 12 Zahi Barkil 22 Eli Irim Ent. Omer Osovski | 1 Marco Ripesi 2 Fernando Grana 3 Daverson Franzoi 4 Andrea Piccinini 5 Salvatore Zaffiro 7 Massimo Quattrini 8 Andrè Mauricio Vicentini 9 Adriano Foglia 10 Andrea Rubei 11 Gabriele Caleca 12 Francesco Paolo Fradella 13 Leandro Cesar Pereira 14 Mirko Antonazzi Ent. Alessandro Nuccorini | 1 Jurijs Trofimovs 2 Janis Skribis 3 Vladislavs Hercbergs 4 Jurijs Idionovs 5 Jurgis Kazmins 6 Andris Levasovs 7 Ilja Novikov 8 Igors Makarevskis 9 Aleksandrs Slepovs 10 Aleksandrs Smelovs 11 Jurijs Morozovs 12 Vilorijs Belokons 13 Sergejs Tovariscs 14 Andrejs Kostenko Ent. Olegs Ivanovs |  |

| Lituania | Macedonia | Polonia | Portugal | República Checa | Ucrania |  |
| 1 Raimundas Markauskas 2 Vytautas Vaskunas 3 Audrius Kancleris 4 Minvydas Matlasaitis 5 Egidijus Janutis 6 Marius Anuzis 7 Rikantas Buivydas 8 Sigitas Juozaitis 9 Rimantas Jakubauskas 10 Genadijus Zevzikovas 11 Gintautas Kniuksta 12 Arunas Valciukas 13 Tomas Abramavicius 14 Arunas Steinas Ent. Gerardas Pasažauskas | 1 Kire Manev 2 Goran Mitev 3 Barjam Sen 4 Lazar Kunovski 5 Ilija Manaskov 6 Nikolce Koleski 7 Goran Spirkoski 8 Blagoja Spirovski 9 Marjan Petkovski 10 Branislav Trajkovski 11 Dejan Bogevski 12 Toni Krstev 13 Zoran Bikoski 14 Goran Pridenkoski Ent. Petar Vetadzokoski | 1 Pawel Duleba 2 Krzysztof Kuchciak 3 Jaroslaw Kaszowski 4 Tomasz Ciastko 5 Robert Zamiar 6 Stanislaw Kwiatkowski 7 Andrzej Szlapa 8 Krzysztof Jasinski 9 Robert Dabrowski 10 Radoslaw Gradowski 11 Krzysztof Filipczak 12 Dariusz Grubba 13 Szymon Maksym 14 Blazej Korczynski Ent. Roman Sowinski | 1 Carlos Alberto Franca Vieira 2 Ivan 3 Sérgio Junior 4 Vitor Manuel Da Silva Marques 5 Arnaldo Pereira 6 António Jorge Dos Santos Teixeira 7 André Lima 8 João Leite 9 Luis Miguel Fraga Magalhães Mota 10 Formiga 11 Vitor Leonel Simões Fernandes Bernardo 12 Fernando Jorge Santos Paiva 13 Zézito 14 Nuno Sérgio Santos Dias 22 Majó 27 Paulo Ricardo Pereira Leite Ent. Orlando Francisco Alves Duarte | 1 Petr Hulka 2 Michal Bucek 3 Daniel Rajnoch 4 Jaroslav Kamenický 5 Tomáš Šluka 6 Roman Mareš 7 Martín Dlouhý 8 Petr Vladyka 9 Martin Abrahám 10 Karel Vrabec 11 Zbynek Mares 12 Michal Mareš 13 Patrik Mickal 14 Ota Stejskal Ent. Michal Stríž | 1 Vladyslav Kornyeyev 2 Evgen Varenytsya 3 Olexandr Kabanenko 4 Serhiy Koridze 5 Oleg Bezuglyy 6 Valentyn Tsvelykh 7 Georgiy Melnikov 8 Olexandr Kosenko 9 Vitaliy Chernyshov 10 Igor Moskvychov 11 Fedir Pylypiv 12 Vasyl Sukhomlinov 13 Igor Kraevskyy 14 Alexey Popov Ent. Gennadiy Lysenchuk |  |

| Yugoslavia |
| 1 Ljubisa Randjelovic 2 Zeljko Dragoljevic 3 Predrag Rajic 4 Darko Bojanovic 5 Veljko Tadic 6 Zoran Zaric 7 Dejan Puric 8 Velimir Andrejic 9 Dejan Vujosevic 10 Krsto Spadijer 11 Andrija Vujovic 12 Dragan Radulovic Ent. Goran Savicevic |

## Organización

### Sedes
El torneo se disputó en las ciudades de:
| Grupo | País            | Ciudad                  | Pabellón                  | Capacidad |
| A     | Croacia         | Karlovac                | Mladost                   |           |
| B     | Andorra         | Andorra la Vieja        | Pavelló del Govern        |           |
| C     | Hungría         | Szeged Hodmezovasarhely | City Sport Hall           |           |
| D     | República Checa | Mlada Boleslav          | Autoškoda                 |           |
| E     | Polonia         | Zabrze                  | Mosir                     |           |
| F     | Italia          | Caserta                 | Palamaggio                |           |
| G     | España          | Avilés                  | Polideportivo El Quirinal |           |

## Resultados
(Entre el 27 de septiembre y el 5 de noviembre de 2000)

### Grupo A
| Equipo    | Pts | PJ | PG | PE | PP | GF | GC | Dif |
| --------- | --- | -- | -- | -- | -- | -- | -- | --- |
| Croacia   | 9   | 3  | 3  | 0  | 0  | 12 | 4  | 8   |
| Eslovenia | 6   | 3  | 2  | 0  | 1  | 7  | 5  | 2   |
| Macedonia | 1   | 3  | 0  | 1  | 2  | 5  | 7  | -2  |
| Francia   | 1   | 3  | 0  | 1  | 2  | 5  | 13 | -8  |

#### Resultados
| Jornada 1; Jueves, 26 de octubre de 2000 18:30 UTC+1 | Macedonia                                          | 2-2     | Francia                                                                                  | Mladost, Karlovac (Croacia) | |
|                                                      | Goran Spirkoski 26'02 · Branislav Trajkovski 31'03 | Reporte | 25'01, 39'04 Frédéric Duponcheel · 07'00' Mickaël Di Barbora · 30'00' Jean-Pierre Sabani | Árbitro(s): Primer árbitro: Cleomenis Bontiotis (GRE) Segundo árbitro: Andrei Zhukau (BLR) Tercer árbitro: Mesa: Delegado UEFA: Pierre Schiepers (BEL) | Árbitro(s): Primer árbitro: Cleomenis Bontiotis (GRE) Segundo árbitro: Andrei Zhukau (BLR) Tercer árbitro: Mesa: Delegado UEFA: Pierre Schiepers (BEL) |

| Jornada 1; Jueves, 26 de octubre de 2000 21:00 UTC+1 | Croacia                                                                                | 2-1     | Eslovenia                                                   | Mladost, Karlovac (Croacia) | |
|                                                      | Mate Culjak 05'01 · Edin Dervisagic 39'03 · Mate Culjak 02'00' · Nikola Tomicic 10'00' | Reporte | 07'02 Mito Kos · 32'00' Denis Delameja · 32'00' Zoran Tesko | Árbitro(s): Primer árbitro: Antonius van Eekelen (NED) Segundo árbitro: Victor van Helvoirt (NED) Tercer árbitro: Mesa: Delegado UEFA: Pierre Schiepers (BEL) | Árbitro(s): Primer árbitro: Antonius van Eekelen (NED) Segundo árbitro: Victor van Helvoirt (NED) Tercer árbitro: Mesa: Delegado UEFA: Pierre Schiepers (BEL) |

| Jornada 2; Viernes, 27 de octubre de 2000 18:00 UTC+1 | Croacia                                    | 2-1     | Macedonia              | Mladost, Karlovac (Croacia) | |
|                                                       | Sinisa Alebic 16'02 · Nikola Tomicic 29'03 | Reporte | 16'01 Marjan Petkovski | Árbitro(s): Primer árbitro: Cleomenis Bontiotis (GRE) Segundo árbitro: Andrei Zhukau (BLR) Tercer árbitro: Victor van Helvoirt (NED) Mesa: Delegado UEFA: Pierre Schiepers (BEL) | Árbitro(s): Primer árbitro: Cleomenis Bontiotis (GRE) Segundo árbitro: Andrei Zhukau (BLR) Tercer árbitro: Victor van Helvoirt (NED) Mesa: Delegado UEFA: Pierre Schiepers (BEL) |

| Jornada 2; Viernes, 27 de octubre de 2000 20:00 UTC+1 | Eslovenia                                                                         | 3-1     | Francia                                            | Mladost, Karlovac (Croacia) | |
|                                                       | Denis Delameja 08'01 · Senudin Dzafic 17'03 · Joze Gacnik 32'04 · Mito Kos 05'00' | Reporte | 12'02 Frédéric Duponcheel · 33'00' Amerouche Yahia | Árbitro(s): Primer árbitro: Antonius van Eekelen (NED) Segundo árbitro: Andrei Zhukau (BLR) Tercer árbitro: Mesa: Delegado UEFA: Pierre Schiepers (BEL) | Árbitro(s): Primer árbitro: Antonius van Eekelen (NED) Segundo árbitro: Andrei Zhukau (BLR) Tercer árbitro: Mesa: Delegado UEFA: Pierre Schiepers (BEL) |

| Jornada 3; Domingo, 29 de octubre de 2000 16:00 UTC+1 | Eslovenia                                                                                   | 3-2     | Macedonia                                                                                          | Mladost, Karlovac (Croacia) | |
|                                                       | Zoran Tesko 02'01 · Matko Ribicic 05'02 · Milivoje Simeunovic 23'04 · Gorazd Drobnic 37'00' | Reporte | 23'03 Goran Spirkoski · 37'05 Branislav Trajkovski · 34'00' Goran Mitev · 35'00' Blagoja Spirovski | Árbitro(s): Primer árbitro: Zijad Canic (BIH) Segundo árbitro: Antonius van Eekelen (NED) Tercer árbitro: Cleomenis Bontiotis (GRE) Mesa: Delegado UEFA: Pierre Schiepers (BEL) | Árbitro(s): Primer árbitro: Zijad Canic (BIH) Segundo árbitro: Antonius van Eekelen (NED) Tercer árbitro: Cleomenis Bontiotis (GRE) Mesa: Delegado UEFA: Pierre Schiepers (BEL) |

| Jornada 3; Domingo, 29 de octubre de 2000 18:00 UTC+1 | Croacia | 8-2     | Francia | Mladost, Karlovac (Croacia) | |
|                                                       | Mate Culjak 03'01, 24'07, 35'10 · Pjer Malvasija 15'05 · Robert Grdovic 12'02, 14'03 · Goran Eklic 24'06 · Tomislav Gricar 26'08 · Mate Culjak 11'00' · Sinisa Alebic 08'00' · Pjer Malvasija 10'00' | Reporte | 15'04 Frédéric Duponcheel · 33'09 Lakdar Boukria · 06'00' Jean-Pierre Sabani · 11'00' Mickaël Di Barbora · 19'00' José Mafrici | Árbitro(s): Primer árbitro: Cleomenis Bontiotis (GRE) Segundo árbitro: Victor van Helvoirt (NED) Tercer árbitro: Mesa: Delegado UEFA: Pierre Schiepers (BEL) | Árbitro(s): Primer árbitro: Cleomenis Bontiotis (GRE) Segundo árbitro: Victor van Helvoirt (NED) Tercer árbitro: Mesa: Delegado UEFA: Pierre Schiepers (BEL) |

### Grupo B
| Equipo    | Pts | PJ | PG | PE | PP | GF | GC | Dif |
| --------- | --- | -- | -- | -- | -- | -- | -- | --- |
| Ucrania   | 9   | 3  | 3  | 0  | 0  | 24 | 5  | 19  |
| Andorra   | 6   | 3  | 2  | 0  | 1  | 10 | 8  | 2   |
| Finlandia | 3   | 3  | 1  | 0  | 2  | 5  | 12 | -7  |
| Letonia   | 0   | 3  | 0  | 0  | 3  | 2  | 16 | -14 |

#### Resultados
| Jornada 1; Miércoles, 27 de septiembre de 2000 18:30 UTC+1 | Ucrania | 8-3     | Finlandia                                        | Pavelló del Govern, Andorra la Vieja (Andorra) | |
|                                                            | Evgen Varenytsya 03'01 · Olexandr Kosenko 06'02 · Serhiy Koridze 07'03, 25'09 · Georgiy Melnikov 10'04 · Olexandr Kabanenko 14'05, 17'06 · Vitaliy Chernyshov 33'11 | Reporte | 19'07, 29'10 Risto Salmi · 22'08 Tommi Sergejeff | Árbitro(s): Primer árbitro: György Bocsik (HUN) Segundo árbitro: Patrick Willemarck (BEL) Tercer árbitro: Károly Török (HUN) Mesa: Delegado UEFA: Hans Boll (NED) | Árbitro(s): Primer árbitro: György Bocsik (HUN) Segundo árbitro: Patrick Willemarck (BEL) Tercer árbitro: Károly Török (HUN) Mesa: Delegado UEFA: Hans Boll (NED) |

| Jornada 1; Miércoles, 27 de septiembre de 2000 20:30 UTC+1 | Andorra | 5-1     | Letonia                                                                | Pavelló del Govern, Andorra la Vieja (Andorra) | |
|                                                            | Miguel Blazquez Cerdeira 01'01, 36'06 · Joan Foix Fernandez 17'02 · Neftalí Puyalto Coll 21'03 · Xavier Sola Peralba 22'04 | Reporte | 31'05 Igors Makarevskis · 26'00' Ilja Novikov · 34'00' Jurijs Idionovs | Árbitro(s): Primer árbitro: Christian Hauben (BEL) Segundo árbitro: Tomasz Wolak (POL) Tercer árbitro: Károly Török (HUN) Mesa: Delegado UEFA: Hans Boll (NED) | Árbitro(s): Primer árbitro: Christian Hauben (BEL) Segundo árbitro: Tomasz Wolak (POL) Tercer árbitro: Károly Török (HUN) Mesa: Delegado UEFA: Hans Boll (NED) |

| Jornada 2; Jueves, 28 de septiembre de 2000 18:30 UTC+1 | Letonia                                      | 1-10    | Ucrania | Pavelló del Govern, Andorra la Vieja (Andorra) | |
|                                                         | Jurijs Morozovs 29'06 · Janis Skribis 26'00' | Reporte | 16'01, 17'02, 33'07 Serhiy Koridze · 19'03 Olexandr Kosenko · 23'04 Evgen Varenytsya · 26'05, 39'11 Olexandr Kabanenko · 34'08, 38'10 Oleg Bezuglyy · 37'09 Fedir Pylypiv | Árbitro(s): Primer árbitro: Christian Hauben (BEL) Segundo árbitro: Tomasz Wolak (POL) Tercer árbitro: Patrick Willemarck (BEL) Mesa: Delegado UEFA: Hans Boll (NED) | Árbitro(s): Primer árbitro: Christian Hauben (BEL) Segundo árbitro: Tomasz Wolak (POL) Tercer árbitro: Patrick Willemarck (BEL) Mesa: Delegado UEFA: Hans Boll (NED) |

| Jornada 2; Jueves, 28 de septiembre de 2000 20:30 UTC+1 | Andorra | 4-1     | Finlandia | Pavelló del Govern, Andorra la Vieja (Andorra) | |
|                                                         | Ion Endika Jauregui 03'01 · Miguel Ángel Morales Ruíz 10'02, 19'03 · Miguel Blazquez Cerdeira 39'05 · Ion Endika Jauregui 08'00' | Reporte | 37'04 Mika Helin · 10'00' Jere Pirhonen · 19'00' Tommi Sergejeff · 19'00' Marko Koivuranta · 28'00' Ville Sihvonen | Árbitro(s): Primer árbitro: György Bocsik (HUN) Segundo árbitro: Patrick Willemarck (BEL) Tercer árbitro: Tomasz Wolak (POL) Mesa: Delegado UEFA: Hans Boll (NED) | Árbitro(s): Primer árbitro: György Bocsik (HUN) Segundo árbitro: Patrick Willemarck (BEL) Tercer árbitro: Tomasz Wolak (POL) Mesa: Delegado UEFA: Hans Boll (NED) |

| Jornada 3; Sábado, 30 de septiembre de 2000 17:00 UTC+1 | Finlandia | 1-0     | Letonia | Pavelló del Govern, Andorra la Vieja (Andorra) | |
|                                                         |           | Reporte |         | Árbitro(s): Primer árbitro: Christian Hauben (BEL) Segundo árbitro: Tomasz Wolak (POL) Tercer árbitro: Patrick Willemarck (BEL) Mesa: Delegado UEFA: Hans Boll (NED) | Árbitro(s): Primer árbitro: Christian Hauben (BEL) Segundo árbitro: Tomasz Wolak (POL) Tercer árbitro: Patrick Willemarck (BEL) Mesa: Delegado UEFA: Hans Boll (NED) |

| Jornada 3; Sábado, 30 de septiembre de 2000 19:00 UTC+1 | Andorra                                                        | 1-6     | Ucrania | Pavelló del Govern, Andorra la Vieja (Andorra) | |
|                                                         | Ion Endika Jauregui 24'04 · Xavier De La Rosa Fernandez 23'00' | Reporte | 12'01, 17'02 Olexandr Kabanenko · 23'03 Oleg Bezuglyy · 29'05 Olexandr Kosenko · 34'06 Serhiy Koridze · 37'07 Igor Moskvychov · 30'00' Alexey Popov | Árbitro(s): Primer árbitro: Patrick Willemarck (BEL) Segundo árbitro: Károly Török (HUN) Tercer árbitro: Christian Hauben (BEL) Mesa: Delegado UEFA: Hans Boll (NED) | Árbitro(s): Primer árbitro: Patrick Willemarck (BEL) Segundo árbitro: Károly Török (HUN) Tercer árbitro: Christian Hauben (BEL) Mesa: Delegado UEFA: Hans Boll (NED) |

### Grupo C
| Equipo     | Pts | PJ | PG | PE | PP | GF | GC | Dif |
| ---------- | --- | -- | -- | -- | -- | -- | -- | --- |
| Holanda    | 7   | 3  | 2  | 1  | 0  | 12 | 4  | 8   |
| Hungría    | 5   | 3  | 1  | 2  | 0  | 16 | 5  | 11  |
| Azerbaiyán | 4   | 3  | 1  | 1  | 1  | 12 | 8  | 4   |
| Lituania   | 0   | 3  | 0  | 0  | 3  | 5  | 28 | -23 |

#### Resultados
| Jornada 1; Jueves, 26 de octubre de 2000 18:00 UTC+1 | Holanda                                                                            | 4-2     | Azerbaiyán                                      | City Sport Hall, Szeged (Hungría) | |
|                                                      | Pascal Langenhuijsen 11'01, 39'06 · Rene Marechal 17'02 · Hendrikus Lettinck 30'04 | Reporte | 29'03 Natig Mammadkarimov · 30'05 Makhir Eyniev | Árbitro(s): Primer árbitro: Jari Maisonlahti (FIN) Segundo árbitro: Alexei Selikov (RUS) Tercer árbitro: Mesa: Delegado UEFA: Alberto M. Rodrigues Neves Silveira (POR) | Árbitro(s): Primer árbitro: Jari Maisonlahti (FIN) Segundo árbitro: Alexei Selikov (RUS) Tercer árbitro: Mesa: Delegado UEFA: Alberto M. Rodrigues Neves Silveira (POR) |

| Jornada 1; Jueves, 26 de octubre de 2000 20:00 UTC+1 | Hungría | 13-2    | Lituania                                             | City Sport Hall, Szeged (Hungría) | |
|                                                      | Miklós Tóth 04'01, 32'13 · Zsolt Nagy 08'02, 28'10, 37'14 · István Jávor 11'04, 17'06, 25'08, 39'15 · László Zsamar 19'07 · Balázs Simon 26'09 · Tamás Török 29'11 · Gábor Szalay 30'12 | Reporte | 10'03 Rikantas Buivydas · 12'05 Rimantas Jakubauskas | Árbitro(s): Primer árbitro: Draženko Kovacic (CRO) Segundo árbitro: Peter Zivcic (SVK) Tercer árbitro: Mesa: Delegado UEFA: Alberto M. Rodrigues Neves Silveira (POR) | Árbitro(s): Primer árbitro: Draženko Kovacic (CRO) Segundo árbitro: Peter Zivcic (SVK) Tercer árbitro: Mesa: Delegado UEFA: Alberto M. Rodrigues Neves Silveira (POR) |

| Jornada 2; Viernes, 27 de octubre de 2000 18:00 UTC+1 | Lituania                                                 | 1-7     | Holanda | City Sport Hall, Hodmezovasarhely (Hungría) | |
|                                                       | Rimantas Jakubauskas 32'06 · Rimantas Jakubauskas 40'00' | Reporte | 03'01, 39'08 Maarten Frankfort · 29'04 Maximiliaan Tjaden · 20'02 Said Moumane · 29'03 Hendrikus Lettinck · 31'05, 37'07 Glenn Zeelig · 04'00' Maximiliaan Tjaden · 40'00' Hendrikus Lettinck | Árbitro(s): Primer árbitro: Jari Maisonlahti (FIN) Segundo árbitro: Iouri Bogomolov (RUS) Tercer árbitro: Peter Zivcic (SVK) Mesa: Delegado UEFA: Alberto M. Rodrigues Neves Silveira (POR) | Árbitro(s): Primer árbitro: Jari Maisonlahti (FIN) Segundo árbitro: Iouri Bogomolov (RUS) Tercer árbitro: Peter Zivcic (SVK) Mesa: Delegado UEFA: Alberto M. Rodrigues Neves Silveira (POR) |

| Jornada 2; Viernes, 27 de octubre de 2000 20:00 UTC+1 | Azerbaiyán | 2-2     | Hungría                                   | City Sport Hall, Hodmezovasarhely (Hungría) | |
|                                                       | Makhir Eyniev 17'02 · Agatair Azimov 23'03 · Makhir Eyniev 28'00' · Nurradin Eyniev 32'00' · Rauf Guseynov 38'00' | Reporte | 10'01 István Jávor · 37'04 Ferenc Kénoszt | Árbitro(s): Primer árbitro: Draženko Kovacic (CRO) Segundo árbitro: Peter Zivcic (SVK) Tercer árbitro: Jari Maisonlahti (FIN) Mesa: Delegado UEFA: Alberto M. Rodrigues Neves Silveira (POR) | Árbitro(s): Primer árbitro: Draženko Kovacic (CRO) Segundo árbitro: Peter Zivcic (SVK) Tercer árbitro: Jari Maisonlahti (FIN) Mesa: Delegado UEFA: Alberto M. Rodrigues Neves Silveira (POR) |

| Jornada 3; Domingo, 29 de octubre de 2000 17:00 UTC+1 | Azerbaiyán | 8-2     | Lituania                                          | City Sport Hall, Szeged (Hungría) | |
|                                                       | Makhir Eyniev 10'01, 28'05 · Agatair Azimov 15'02, 37'06, 37'07 · Natig Mammadkarimov 39'09 · Nurradin Eyniev 37'08 · Natig Mammadkarimov 16'00' · Zaur Ramazanov 35'00' | Reporte | 15'03 Vytautas Vaskunas · 27'04 Audrius Kancleris | Árbitro(s): Primer árbitro: Peter Zivcic (SVK) Segundo árbitro: Iouri Bogomolov (RUS) Tercer árbitro: Draženko Kovacic (CRO) Mesa: Delegado UEFA: Alberto M. Rodrigues Neves Silveira (POR) | Árbitro(s): Primer árbitro: Peter Zivcic (SVK) Segundo árbitro: Iouri Bogomolov (RUS) Tercer árbitro: Draženko Kovacic (CRO) Mesa: Delegado UEFA: Alberto M. Rodrigues Neves Silveira (POR) |

| Jornada 3; Domingo, 29 de octubre de 2000 19:00 UTC+1 | Holanda                                                                    | 1-1     | Hungría                                | City Sport Hall, Szeged (Hungría) | |
|                                                       | Glenn Zeelig 05'01 · Maximiliaan Tjaden 05'00' · Hendrikus Lettinck 09'00' | Reporte | 16'02 Zsolt Nagy · 15'00' István Jávor | Árbitro(s): Primer árbitro: Draženko Kovacic (CRO) Segundo árbitro: Alexei Selikov (RUS) Tercer árbitro: Jari Maisonlahti (FIN) Mesa: Delegado UEFA: Alberto M. Rodrigues Neves Silveira (POR) | Árbitro(s): Primer árbitro: Draženko Kovacic (CRO) Segundo árbitro: Alexei Selikov (RUS) Tercer árbitro: Jari Maisonlahti (FIN) Mesa: Delegado UEFA: Alberto M. Rodrigues Neves Silveira (POR) |

### Grupo D
| Equipo          | Pts | PJ | PG | PE | PP | GF | GC | Dif |
| --------------- | --- | -- | -- | -- | -- | -- | -- | --- |
| República Checa | 6   | 2  | 2  | 0  | 0  | 13 | 2  | 11  |
| Bélgica         | 3   | 2  | 1  | 0  | 1  | 5  | 4  | 1   |
| Eslovaquia      | 0   | 2  | 0  | 0  | 2  | 1  | 13 | -12 |

#### Resultados
| Jornada 1; Miércoles, 25 de octubre de 2000 17:30 UTC+1 | Eslovaquia                                | 0-4     | Bélgica                                                                                   | Autoškoda, Mlada Boleslav (República Checa) | |
|                                                         | Pavol Vigas 40'00' · Jozef Strecok 40'00' | Reporte | 22'01 Karim Bachar · 25'02, 29'03 Rudy Plompen · 35'04 Kurt Gessner · 35'00' Kurt Gessner | Árbitro(s): Primer árbitro: Oleg Ivanov (UKR) Segundo árbitro: Sergey Drebuzhan (UKR) Tercer árbitro: Mesa: Delegado UEFA: Aleksei Spirin (RUS) | Árbitro(s): Primer árbitro: Oleg Ivanov (UKR) Segundo árbitro: Sergey Drebuzhan (UKR) Tercer árbitro: Mesa: Delegado UEFA: Aleksei Spirin (RUS) |

| Jornada 2; Jueves, 26 de octubre de 2000 17:30 UTC+1 | República Checa                        | 4-1     | Bélgica                                                                                 | Autoškoda, Mlada Boleslav (República Checa) | |
|                                                      | Roman Mareš 06'01, 20'03, 36'04, 38'05 | Reporte | 08'02 Rudy Plompen · 13'00' Sergio Buscaino · 37'00' Ferid Rochdi · 40'00' Kurt Gessner | Árbitro(s): Primer árbitro: Jyrki Filppu (FIN) Segundo árbitro: Sergey Drebuzhan (UKR) Tercer árbitro: Mesa: Delegado UEFA: Aleksei Spirin (RUS) | Árbitro(s): Primer árbitro: Jyrki Filppu (FIN) Segundo árbitro: Sergey Drebuzhan (UKR) Tercer árbitro: Mesa: Delegado UEFA: Aleksei Spirin (RUS) |

| Jornada 3; Viernes, 27 de octubre de 2000 17:30 UTC+1 | República Checa | 9-1     | Eslovaquia                                                                                        | Autoškoda, Mlada Boleslav (República Checa)                                                                                                 | |
|                                                       | Petr Vladyka 04'01, 23'06 · Patrik Mickal 14'02 · Martín Dlouhý 17'03, 30'07 · Daniel Rajnoch 19'04 · Michal Mareš 22'05 · Roman Mareš 32'08 · Michal Bucek 40'10 | Reporte | 32'09 Ladislav Paulovic · 11'00' Peter Fejdi · 18'00' , 18'00' Radovan Galat · 32'00' Pavol Vigas | Árbitro(s): Primer árbitro: Jyrki Filppu (FIN) Segundo árbitro: Oleg Ivanov (UKR) Tercer árbitro: Mesa: Delegado UEFA: Aleksei Spirin (RUS) | Árbitro(s): Primer árbitro: Jyrki Filppu (FIN) Segundo árbitro: Oleg Ivanov (UKR) Tercer árbitro: Mesa: Delegado UEFA: Aleksei Spirin (RUS) |

### Grupo E
| Equipo   | Pts | PJ | PG | PE | PP | GF | GC | Dif |
| -------- | --- | -- | -- | -- | -- | -- | -- | --- |
| Polonia  | 9   | 3  | 3  | 0  | 0  | 20 | 6  | 14  |
| Portugal | 6   | 3  | 2  | 0  | 1  | 6  | 5  | 1   |
| Israel   | 3   | 3  | 1  | 0  | 2  | 7  | 9  | -2  |
| Grecia   | 0   | 3  | 0  | 0  | 3  | 6  | 19 | -13 |

#### Resultados
| Jornada 1; Jueves, 12 de octubre de 2000 17:00 UTC+1 | Portugal | 4-1     | Grecia                     | Mosir, Zabrze (Polonia) | |
|                                                      | Vitor Leonel Simões Fernandes Bernardo 09'01 · João Leite 14'02 · Zézito 21'04 · Luis Miguel Fraga Magalhães Mota 33'05 | Reporte | 16'03 Andreas Panagopoulos | Árbitro(s): Primer árbitro: Evzen Amler (CZE) Segundo árbitro: Vladimir Badura (SVK) Tercer árbitro: Olegas Borisovskis (LTU) Mesa: Delegado UEFA: István Huszár (HUN) | Árbitro(s): Primer árbitro: Evzen Amler (CZE) Segundo árbitro: Vladimir Badura (SVK) Tercer árbitro: Olegas Borisovskis (LTU) Mesa: Delegado UEFA: István Huszár (HUN) |

| Jornada 1; Jueves, 12 de octubre de 2000 19:00 UTC+1 | Israel                                                                                 | 3-5     | Polonia                                                                                          | Mosir, Zabrze (Polonia) | |
|                                                      | Amir Salem 12'01, 16'02 · Zahi Barkil 25'04 · Zahi Barkil 31'00' · Asher Kadosh 39'00' | Reporte | 19'03, 37'07, 38'08 Robert Dabrowski · 32'05, 35'06 Radoslaw Gradowski · 34'00' Robert Dabrowski | Árbitro(s): Primer árbitro: Silvo Borosak (SVN) Segundo árbitro: Olegas Borisovskis (LTU) Tercer árbitro: Evzen Amler (CZE) Mesa: Delegado UEFA: István Huszár (HUN) | Árbitro(s): Primer árbitro: Silvo Borosak (SVN) Segundo árbitro: Olegas Borisovskis (LTU) Tercer árbitro: Evzen Amler (CZE) Mesa: Delegado UEFA: István Huszár (HUN) |

| Jornada 2; Viernes, 13 de octubre de 2000 15:00 UTC+1 | Portugal                             | 2-1     | Israel           | Mosir, Zabrze (Polonia) | |
|                                                       | Zézito 15'01 · Arnaldo Pereira 25'02 | Reporte | 27'03 Amir Salem | Árbitro(s): Primer árbitro: Vladimir Badura (SVK) Segundo árbitro: Azad Huseynov (AZE) Tercer árbitro: Silvo Borosak (SVN) Mesa: Delegado UEFA: István Huszár (HUN) | Árbitro(s): Primer árbitro: Vladimir Badura (SVK) Segundo árbitro: Azad Huseynov (AZE) Tercer árbitro: Silvo Borosak (SVN) Mesa: Delegado UEFA: István Huszár (HUN) |

| Jornada 2; Viernes, 13 de octubre de 2000 17:30 UTC+1 | Polonia | 12-3    | Grecia | Mosir, Zabrze (Polonia) | |
|                                                       | Krzysztof Filipczak 02'01, 21'08 · Radoslaw Gradowski 04'03, 28'10 · Krzysztof Kuchciak 06'04, 19'07 · Krzysztof Jasinski 07'05 · Jaroslaw Kaszowski 29'11 · Tomasz Ciastko 35'12, 40'14 · Blazej Korczynski 39'13, 40'15 | Reporte | 03'02 Panagiotis Lioutas · 10'06 Alkis Vandoros · 23'09 Stefanos Soilemes · 11'00' Panagiotis Lioutas · 07'00' Stefanos Michalis | Árbitro(s): Primer árbitro: Evzen Amler (CZE) Segundo árbitro: Azad Huseynov (AZE) Tercer árbitro: Olegas Borisovskis (LTU) Mesa: Delegado UEFA: István Huszár (HUN) | Árbitro(s): Primer árbitro: Evzen Amler (CZE) Segundo árbitro: Azad Huseynov (AZE) Tercer árbitro: Olegas Borisovskis (LTU) Mesa: Delegado UEFA: István Huszár (HUN) |

| Jornada 3; Domingo, 15 de octubre de 2000 17:00 UTC+1 | Grecia                                                | 2-3     | Israel                                                      | Mosir, Zabrze (Polonia) | |
|                                                       | Konstantinos Karasavvas 12'01 · Emmanouil Nikas 15'02 | Reporte | 17'03 Zahi Barkil · 28'04 Shimi Bruchian · 36'05 Amir Salem | Árbitro(s): Primer árbitro: Vladimir Badura (SVK) Segundo árbitro: Olegas Borisovskis (LTU) Tercer árbitro: Silvo Borosak (SVN) Mesa: Delegado UEFA: István Huszár (HUN) | Árbitro(s): Primer árbitro: Vladimir Badura (SVK) Segundo árbitro: Olegas Borisovskis (LTU) Tercer árbitro: Silvo Borosak (SVN) Mesa: Delegado UEFA: István Huszár (HUN) |

| Jornada 3; Domingo, 15 de octubre de 2000 19:00 UTC+1 | Polonia | 3-0     | Portugal | Mosir, Zabrze (Polonia) | |
|                                                       | Radoslaw Gradowski 17'01 · Krzysztof Jasinski 27'02 · Jaroslaw Kaszowski 36'03 · Krzysztof Kuchciak 06'00' · Krzysztof Filipczak 20'00' | Reporte | 06'00' Luis Miguel Fraga Magalhães Mota · 27'00' Ivan · 39'00' António Jorge Dos Santos Teixeira · 40'00' Formiga | Árbitro(s): Primer árbitro: Evzen Amler (CZE) Segundo árbitro: Azad Huseynov (AZE) Tercer árbitro: Silvo Borosak (SVN) Mesa: Delegado UEFA: István Huszár (HUN) | Árbitro(s): Primer árbitro: Evzen Amler (CZE) Segundo árbitro: Azad Huseynov (AZE) Tercer árbitro: Silvo Borosak (SVN) Mesa: Delegado UEFA: István Huszár (HUN) |

### Grupo F
| Equipo             | Pts | PJ | PG | PE | PP | GF | GC | Dif |
| ------------------ | --- | -- | -- | -- | -- | -- | -- | --- |
| Italia             | 6   | 2  | 2  | 0  | 0  | 12 | 3  | 9   |
| Bielorrusia        | 3   | 2  | 1  | 0  | 1  | 7  | 6  | 1   |
| Bosnia-Herzegovina | 0   | 2  | 0  | 0  | 2  | 2  | 12 | -10 |

#### Resultados
| Jornada 1; Sábado, 28 de octubre de 2000 20:00 UTC+1 | Bielorrusia                                                                                     | 4-2     | Bosnia-Herzegovina                                                                                         | Palamaggio, Caserta (Italia) | |
|                                                      | Aleksandr Chernik 17'02, 26'03 · Serguei Lagoutko 36'05, 39'06 · Viachaslau Vanchukevich 19'00' | Reporte | 01'01 Ramiz Ramic · 30'04 Damir Gljiva · 17'00' Alen Lali? · 39'00' Halil Dzinic · 40'00' Ferik Dizdarevic | Árbitro(s): Primer árbitro: Pedro Ángel Galán Nieto (ESP) Segundo árbitro: Antonio Jose Fernandes Cardoso (POR) Tercer árbitro: Mesa: Delegado UEFA: Semen Andreev (RUS) | Árbitro(s): Primer árbitro: Pedro Ángel Galán Nieto (ESP) Segundo árbitro: Antonio Jose Fernandes Cardoso (POR) Tercer árbitro: Mesa: Delegado UEFA: Semen Andreev (RUS) |

| Jornada 2; Domingo, 29 de octubre de 2000 18:30 UTC+1 | Bosnia-Herzegovina                             | 0-8     | Italia | Palamaggio, Caserta (Italia) | |
|                                                       | Aziz Turudija 11'00' · Ferik Dizdarevic 39'00' | Reporte | 08'01, 10'02, 39'08 Andrea Piccinini · 33'07 Adriano Foglia · 15'03, 17'04 Gabriele Caleca · 25'05 Andrea Rubei · 28'06 Mirko Antonazzi · 14'00' Adriano Foglia · 16'00' Gabriele Caleca · 24'00' Daverson Franzoi · 40'00' Salvatore Zaffiro | Árbitro(s): Primer árbitro: Antonio Jose Fernandes Cardoso (POR) Segundo árbitro: Ramon José Blanco Nuno (ESP) Tercer árbitro: Pedro Ángel Galán Nieto (ESP) Mesa: Delegado UEFA: Semen Andreev (RUS) | Árbitro(s): Primer árbitro: Antonio Jose Fernandes Cardoso (POR) Segundo árbitro: Ramon José Blanco Nuno (ESP) Tercer árbitro: Pedro Ángel Galán Nieto (ESP) Mesa: Delegado UEFA: Semen Andreev (RUS) |

| Jornada 3; Martes, 31 de octubre de 2000 20:00 UTC+1 | Bielorrusia                                             | 3-4     | Italia | Palamaggio, Caserta (Italia) | |
|                                                      | Aleksandr Chernik 13'03, 38'07 · Sergei Kuznetsov 37'06 | Reporte | 02'01 Gabriele Caleca · 08'02 Mirko Antonazzi · 30'04 Massimo Quattrini · 32'05 Andrea Rubei · 27'00' Mirko Antonazzi | Árbitro(s): Primer árbitro: Pedro Ángel Galán Nieto (ESP) Segundo árbitro: Ramon José Blanco Nuno (ESP) Tercer árbitro: Antonio Cardos Paterna (ESP) Mesa: Delegado UEFA: Semen Andreev (RUS) | Árbitro(s): Primer árbitro: Pedro Ángel Galán Nieto (ESP) Segundo árbitro: Ramon José Blanco Nuno (ESP) Tercer árbitro: Antonio Cardos Paterna (ESP) Mesa: Delegado UEFA: Semen Andreev (RUS) |

### Grupo G
| Equipo     | Pts | PJ | PG | PE | PP | GF | GC | Dif |
| ---------- | --- | -- | -- | -- | -- | -- | -- | --- |
| España     | 6   | 2  | 2  | 0  | 0  | 17 | 5  | 12  |
| Yugoslavia | 3   | 2  | 1  | 0  | 1  | 5  | 3  | 2   |
| Georgia    | 0   | 2  | 0  | 0  | 2  | 3  | 17 | -14 |

#### Resultados
| Jornada 1; Viernes, 3 de noviembre de 2000 19:00 UTC+1 | España | 14-3    | Georgia                                           | Polideportivo El Quirinal, Avilés (España)                                                                                                   | |
|                                                        | Daniel 04'01, 34'14, 35'15 · Julio 11'03, 13'06 · Joan 12'05, 14'07, 16'08, 37'16, 38'17 · Adeva 19'09 · Javi Sánchez 22'11, 25'12, 34'13 · Guillermo 19'00' | Reporte | 10'02, 12'04 Besik Zoidze · 19'10 Andro Mizandari | Árbitro(s): Primer árbitro: Franck Glochon (FRA) Segundo árbitro: Massimo Cumbo (ITA) Tercer árbitro: Mesa: Delegado UEFA: Petr Fousek (CZE) | Árbitro(s): Primer árbitro: Franck Glochon (FRA) Segundo árbitro: Massimo Cumbo (ITA) Tercer árbitro: Mesa: Delegado UEFA: Petr Fousek (CZE) |

| Jornada 2; Sábado, 4 de noviembre de 2000 17:30 UTC+1 | Georgia                     | 0-3     | Yugoslavia                                                          | Polideportivo El Quirinal, Avilés (España) | |
|                                                       | Aleksandr Dzabiradze 16'00' | Reporte | 08'01 Veljko Tadic · 28'02 Darko Bojanovic · 37'03 Velimir Andrejic | Árbitro(s): Primer árbitro: Franck Glochon (FRA) Segundo árbitro: Andrea Lastrucci (ITA) Tercer árbitro: Mesa: Delegado UEFA: Petr Fousek (CZE) | Árbitro(s): Primer árbitro: Franck Glochon (FRA) Segundo árbitro: Andrea Lastrucci (ITA) Tercer árbitro: Mesa: Delegado UEFA: Petr Fousek (CZE) |

| Jornada 3; Domingo, 5 de noviembre de 2000 17:30 UTC+1 | España                                                        | 3-2     | Yugoslavia                                                             | Polideportivo El Quirinal, Avilés (España) | |
|                                                        | Paulo Roberto 14'02 · Joan 15'03, 15'04 · Javi Sánchez 22'00' | Reporte | 08'01 Zeljko Dragoljevic · 22'05 Dejan Puric · 23'00' Velimir Andrejic | Árbitro(s): Primer árbitro: Massimo Cumbo (ITA) Segundo árbitro: Andrea Lastrucci (ITA) Tercer árbitro: Mesa: Delegado UEFA: Petr Fousek (CZE) | Árbitro(s): Primer árbitro: Massimo Cumbo (ITA) Segundo árbitro: Andrea Lastrucci (ITA) Tercer árbitro: Mesa: Delegado UEFA: Petr Fousek (CZE) |

## Estadísticas

### Resumen
| Pos | Equipo             | Pts | PJ | PG | PE | PP | GF | GC | Dif | Rend    | Expulsado | Amonestado |
| --- | ------------------ | --- | -- | -- | -- | -- | -- | -- | --- | ------- | --------- | ---------- |
| 1   | Ucrania            | 9   | 3  | 3  | 0  | 0  | 24 | 5  | 19  | 100,00% |           | 1          |
| 2   | Polonia            | 9   | 3  | 3  | 0  | 0  | 20 | 6  | 14  | 100,00% |           | 3          |
| 3   | Croacia            | 9   | 3  | 3  | 0  | 0  | 12 | 4  | 8   | 100,00% |           | 5          |
| 4   | Holanda            | 7   | 3  | 2  | 1  | 0  | 12 | 4  | 8   | 77,78%  |           | 4          |
| 5   | España             | 6   | 2  | 2  | 0  | 0  | 17 | 5  | 12  | 100,00% | 1         | 1          |
| 6   | República Checa    | 6   | 2  | 2  | 0  | 0  | 13 | 2  | 11  | 100,00% |           |            |
| 7   | Italia             | 6   | 2  | 2  | 0  | 0  | 12 | 3  | 9   | 100,00% |           | 5          |
| 8   | Eslovenia          | 6   | 3  | 2  | 0  | 1  | 7  | 5  | 2   | 66,67%  |           | 4          |
| 9   | Andorra            | 6   | 3  | 2  | 0  | 1  | 10 | 8  | 2   | 66,67%  |           | 2          |
| 10  | Portugal           | 6   | 3  | 2  | 0  | 1  | 6  | 5  | 1   | 66,67%  |           | 4          |
| 11  | Hungría            | 5   | 3  | 1  | 2  | 0  | 16 | 5  | 11  | 55,56%  |           | 1          |
| 12  | Azerbaiyán         | 4   | 3  | 1  | 1  | 1  | 12 | 8  | 4   | 44,44%  |           | 5          |
| 13  | Yugoslavia         | 3   | 2  | 1  | 0  | 1  | 5  | 3  | 2   | 50,00%  |           | 1          |
| 14  | Bélgica            | 3   | 2  | 1  | 0  | 1  | 5  | 4  | 1   | 50,00%  |           | 4          |
| 15  | Bielorrusia        | 3   | 2  | 1  | 0  | 1  | 7  | 6  | 1   | 50,00%  |           | 1          |
| 16  | Israel             | 3   | 3  | 1  | 0  | 2  | 7  | 9  | -2  | 33,33%  |           | 2          |
| 17  | Finlandia          | 3   | 3  | 1  | 0  | 2  | 5  | 12 | -7  | 33,33%  |           | 4          |
| 18  | Macedonia          | 1   | 3  | 0  | 1  | 2  | 5  | 7  | -2  | 11,11%  |           | 2          |
| 19  | Francia            | 1   | 3  | 0  | 1  | 2  | 5  | 13 | -8  | 11,11%  | 1         | 5          |
| 20  | Bosnia-Herzegovina | 0   | 2  | 0  | 0  | 2  | 2  | 12 | -10 | 0,00%   |           | 5          |
| 21  | Eslovaquia         | 0   | 2  | 0  | 0  | 2  | 1  | 13 | -12 | 0,00%   | 1         | 5          |
| 22  | Grecia             | 0   | 3  | 0  | 0  | 3  | 6  | 19 | -13 | 0,00%   |           | 2          |
| 23  | Letonia            | 0   | 3  | 0  | 0  | 3  | 2  | 16 | -14 | 0,00%   |           | 3          |
| 24  | Georgia            | 0   | 2  | 0  | 0  | 2  | 3  | 17 | -14 | 0,00%   |           | 1          |
| 25  | Lituania           | 0   | 3  | 0  | 0  | 3  | 5  | 28 | -23 | 0,00%   |           | 1          |

### Goleadores
| Jugador                                | Selección          | Total | Jugada | Penalti | Propia Puerta |
| -------------------------------------- | ------------------ | ----- | ------ | ------- | ------------- |
| Joan                                   | España             | 7     | 7      |         |               |
| Serhiy Koridze                         | Ucrania            | 6     | 6      |         |               |
| Olexandr Kabanenko                     | Ucrania            | 6     | 6      |         |               |
| István Jávor                           | Hungría            | 5     | 5      |         |               |
| Radoslaw Gradowski                     | Polonia            | 5     | 5      |         |               |
| Roman Mareš                            | República Checa    | 5     | 5      |         |               |
| Makhir Eyniev                          | Azerbaiyán         | 4     | 4      |         |               |
| Agatair Azimov                         | Azerbaiyán         | 4     | 4      |         |               |
| Aleksandr Chernik                      | Bielorrusia        | 4     | 4      |         |               |
| Mate Culjak                            | Croacia            | 4     | 4      |         |               |
| Frédéric Duponcheel                    | Francia            | 4     | 4      |         |               |
| Zsolt Nagy                             | Hungría            | 4     | 4      |         |               |
| Amir Salem                             | Israel             | 4     | 4      |         |               |
| Miguel Blazquez Cerdeira               | Andorra            | 3     | 3      |         |               |
| Rudy Plompen                           | Bélgica            | 3     | 3      |         |               |
| Daniel                                 | España             | 3     | 3      |         |               |
| Javi Sánchez                           | España             | 3     | 3      |         |               |
| Glenn Zeelig                           | Holanda            | 3     | 3      |         |               |
| Andrea Piccinini                       | Italia             | 3     | 3      |         |               |
| Gabriele Caleca                        | Italia             | 3     | 3      |         |               |
| Robert Dabrowski                       | Polonia            | 3     | 3      |         |               |
| Olexandr Kosenko                       | Ucrania            | 3     | 3      |         |               |
| Oleg Bezuglyy                          | Ucrania            | 3     | 3      |         |               |
| Ion Endika Jauregui                    | Andorra            | 2     | 2      |         |               |
| Miguel Ángel Morales Ruíz              | Andorra            | 2     | 2      |         |               |
| Natig Mammadkarimov                    | Azerbaiyán         | 2     | 2      |         |               |
| Serguei Lagoutko                       | Bielorrusia        | 2     | 2      |         |               |
| Robert Grdovic                         | Croacia            | 2     | 2      |         |               |
| Julio                                  | España             | 2     | 2      |         |               |
| Risto Salmi                            | Finlandia          | 2     | 2      |         |               |
| Besik Zoidze                           | Georgia            | 2     | 2      |         |               |
| Pascal Langenhuijsen                   | Holanda            | 2     | 2      |         |               |
| Hendrikus Lettinck                     | Holanda            | 2     | 2      |         |               |
| Maarten Frankfort                      | Holanda            | 2     | 2      |         |               |
| Miklós Tóth                            | Hungría            | 2     | 2      |         |               |
| Zahi Barkil                            | Israel             | 2     | 2      |         |               |
| Andrea Rubei                           | Italia             | 2     | 2      |         |               |
| Mirko Antonazzi                        | Italia             | 2     | 2      |         |               |
| Rimantas Jakubauskas                   | Lituania           | 2     | 2      |         |               |
| Goran Spirkoski                        | Macedonia          | 2     | 2      |         |               |
| Branislav Trajkovski                   | Macedonia          | 2     | 2      |         |               |
| Krzysztof Filipczak                    | Polonia            | 2     | 2      |         |               |
| Krzysztof Kuchciak                     | Polonia            | 2     | 2      |         |               |
| Krzysztof Jasinski                     | Polonia            | 2     | 2      |         |               |
| Jaroslaw Kaszowski                     | Polonia            | 2     | 2      |         |               |
| Tomasz Ciastko                         | Polonia            | 2     | 2      |         |               |
| Blazej Korczynski                      | Polonia            | 2     | 2      |         |               |
| Zézito                                 | Portugal           | 2     | 2      |         |               |
| Petr Vladyka                           | República Checa    | 2     | 2      |         |               |
| Martín Dlouhý                          | República Checa    | 2     | 2      |         |               |
| Evgen Varenytsya                       | Ucrania            | 2     | 2      |         |               |
| Joan Foix Fernandez                    | Andorra            | 1     | 1      |         |               |
| Neftalí Puyalto Coll                   | Andorra            | 1     | 1      |         |               |
| Xavier Sola Peralba                    | Andorra            | 1     | 1      |         |               |
| Nurradin Eyniev                        | Azerbaiyán         | 1     | 1      |         |               |
| Karim Bachar                           | Bélgica            | 1     | 1      |         |               |
| Kurt Gessner                           | Bélgica            | 1     | 1      |         |               |
| Sergei Kuznetsov                       | Bielorrusia        | 1     | 1      |         |               |
| Ramiz Ramic                            | Bosnia-Herzegovina | 1     | 1      |         |               |
| Damir Gljiva                           | Bosnia-Herzegovina | 1     | 1      |         |               |
| Nikola Tomicic                         | Croacia            | 1     | 1      |         |               |
| Edin Dervisagic                        | Croacia            | 1     | 1      |         |               |
| Sinisa Alebic                          | Croacia            | 1     | 1      |         |               |
| Pjer Malvasija                         | Croacia            | 1     | 1      |         |               |
| Goran Eklic                            | Croacia            | 1     | 1      |         |               |
| Tomislav Gricar                        | Croacia            | 1     | 1      |         |               |
| Ladislav Paulovic                      | Eslovaquia         | 1     | 1      |         |               |
| Mito Kos                               | Eslovenia          | 1     | 1      |         |               |
| Denis Delameja                         | Eslovenia          | 1     | 1      |         |               |
| Zoran Tesko                            | Eslovenia          | 1     | 1      |         |               |
| Senudin Dzafic                         | Eslovenia          | 1     | 1      |         |               |
| Joze Gacnik                            | Eslovenia          | 1     | 1      |         |               |
| Matko Ribicic                          | Eslovenia          | 1     | 1      |         |               |
| Milivoje Simeunovic                    | Eslovenia          | 1     | 1      |         |               |
| Adeva                                  | España             | 1     | 1      |         |               |
| Paulo Roberto                          | España             | 1     | 1      |         |               |
| Tommi Sergejeff                        | Finlandia          | 1     | 1      |         |               |
| Jere Pirhonen                          | Finlandia          | 1     | 1      |         |               |
| Mika Helin                             | Finlandia          | 1     | 1      |         |               |
| Lakdar Boukria                         | Francia            | 1     | 1      |         |               |
| Andro Mizandari                        | Georgia            | 1     | 1      |         |               |
| Andreas Panagopoulos                   | Grecia             | 1     | 1      |         |               |
| Panagiotis Lioutas                     | Grecia             | 1     | 1      |         |               |
| Alkis Vandoros                         | Grecia             | 1     | 1      |         |               |
| Stefanos Soilemes                      | Grecia             | 1     | 1      |         |               |
| Konstantinos Karasavvas                | Grecia             | 1     | 1      |         |               |
| Emmanouil Nikas                        | Grecia             | 1     | 1      |         |               |
| Rene Marechal                          | Holanda            | 1     | 1      |         |               |
| Maximiliaan Tjaden                     | Holanda            | 1     | 1      |         |               |
| Said Moumane                           | Holanda            | 1     | 1      |         |               |
| László Zsamar                          | Hungría            | 1     | 1      |         |               |
| Balázs Simon                           | Hungría            | 1     | 1      |         |               |
| Tamás Török                            | Hungría            | 1     | 1      |         |               |
| Gábor Szalay                           | Hungría            | 1     | 1      |         |               |
| Ferenc Kénoszt                         | Hungría            | 1     | 1      |         |               |
| Shimi Bruchian                         | Israel             | 1     | 1      |         |               |
| Adriano Foglia                         | Italia             | 1     | 1      |         |               |
| Massimo Quattrini                      | Italia             | 1     | 1      |         |               |
| Igors Makarevskis                      | Letonia            | 1     | 1      |         |               |
| Jurijs Morozovs                        | Letonia            | 1     | 1      |         |               |
| Rikantas Buivydas                      | Lituania           | 1     | 1      |         |               |
| Vytautas Vaskunas                      | Lituania           | 1     | 1      |         |               |
| Audrius Kancleris                      | Lituania           | 1     | 1      |         |               |
| Marjan Petkovski                       | Macedonia          | 1     | 1      |         |               |
| Vitor Leonel Simões Fernandes Bernardo | Portugal           | 1     | 1      |         |               |
| João Leite                             | Portugal           | 1     | 1      |         |               |
| Luis Miguel Fraga Magalhães Mota       | Portugal           | 1     | 1      |         |               |
| Arnaldo Pereira                        | Portugal           | 1     | 1      |         |               |
| Patrik Mickal                          | República Checa    | 1     | 1      |         |               |
| Daniel Rajnoch                         | República Checa    | 1     | 1      |         |               |
| Michal Mareš                           | República Checa    | 1     | 1      |         |               |
| Michal Bucek                           | República Checa    | 1     | 1      |         |               |
| Georgiy Melnikov                       | Ucrania            | 1     | 1      |         |               |
| Vitaliy Chernyshov                     | Ucrania            | 1     | 1      |         |               |
| Fedir Pylypiv                          | Ucrania            | 1     | 1      |         |               |
| Igor Moskvychov                        | Ucrania            | 1     | 1      |         |               |
| Veljko Tadic                           | Yugoslavia         | 1     | 1      |         |               |
| Darko Bojanovic                        | Yugoslavia         | 1     | 1      |         |               |
| Velimir Andrejic                       | Yugoslavia         | 1     | 1      |         |               |
| Zeljko Dragoljevic                     | Yugoslavia         | 1     | 1      |         |               |
| Dejan Puric                            | Yugoslavia         | 1     | 1      |         |               |

### Tarjetas
| Jugador                           | Selección          | Total | Expulsado | Amonestado |
| --------------------------------- | ------------------ | ----- | --------- | ---------- |
| Radovan Galat                     | Eslovaquia         | 2     | 1         | 1          |
| Jean-Pierre Sabani                | Francia            | 2     | 1         | 1          |
| Kurt Gessner                      | Bélgica            | 2     |           | 2          |
| Ferik Dizdarevic                  | Bosnia-Herzegovina | 2     |           | 2          |
| Mate Culjak                       | Croacia            | 2     |           | 2          |
| Pavol Vigas                       | Eslovaquia         | 2     |           | 2          |
| Mickaël Di Barbora                | Francia            | 2     |           | 2          |
| Hendrikus Lettinck                | Holanda            | 2     |           | 2          |
| Maximiliaan Tjaden                | Holanda            | 2     |           | 2          |
| Javi Sánchez                      | España             | 1     | 1         |            |
| Ion Endika Jauregui               | Andorra            | 1     |           | 1          |
| Xavier De La Rosa Fernandez       | Andorra            | 1     |           | 1          |
| Natig Mammadkarimov               | Azerbaiyán         | 1     |           | 1          |
| Makhir Eyniev                     | Azerbaiyán         | 1     |           | 1          |
| Nurradin Eyniev                   | Azerbaiyán         | 1     |           | 1          |
| Rauf Guseynov                     | Azerbaiyán         | 1     |           | 1          |
| Zaur Ramazanov                    | Azerbaiyán         | 1     |           | 1          |
| Sergio Buscaino                   | Bélgica            | 1     |           | 1          |
| Ferid Rochdi                      | Bélgica            | 1     |           | 1          |
| Viachaslau Vanchukevich           | Bielorrusia        | 1     |           | 1          |
| Alen Lali?                        | Bosnia-Herzegovina | 1     |           | 1          |
| Halil Dzinic                      | Bosnia-Herzegovina | 1     |           | 1          |
| Aziz Turudija                     | Bosnia-Herzegovina | 1     |           | 1          |
| Nikola Tomicic                    | Croacia            | 1     |           | 1          |
| Sinisa Alebic                     | Croacia            | 1     |           | 1          |
| Pjer Malvasija                    | Croacia            | 1     |           | 1          |
| Jozef Strecok                     | Eslovaquia         | 1     |           | 1          |
| Peter Fejdi                       | Eslovaquia         | 1     |           | 1          |
| Mito Kos                          | Eslovenia          | 1     |           | 1          |
| Denis Delameja                    | Eslovenia          | 1     |           | 1          |
| Zoran Tesko                       | Eslovenia          | 1     |           | 1          |
| Gorazd Drobnic                    | Eslovenia          | 1     |           | 1          |
| Guillermo                         | España             | 1     |           | 1          |
| Tommi Sergejeff                   | Finlandia          | 1     |           | 1          |
| Jere Pirhonen                     | Finlandia          | 1     |           | 1          |
| Marko Koivuranta                  | Finlandia          | 1     |           | 1          |
| Ville Sihvonen                    | Finlandia          | 1     |           | 1          |
| Amerouche Yahia                   | Francia            | 1     |           | 1          |
| José Mafrici                      | Francia            | 1     |           | 1          |
| Aleksandr Dzabiradze              | Georgia            | 1     |           | 1          |
| Panagiotis Lioutas                | Grecia             | 1     |           | 1          |
| Stefanos Michalis                 | Grecia             | 1     |           | 1          |
| István Jávor                      | Hungría            | 1     |           | 1          |
| Zahi Barkil                       | Israel             | 1     |           | 1          |
| Asher Kadosh                      | Israel             | 1     |           | 1          |
| Adriano Foglia                    | Italia             | 1     |           | 1          |
| Gabriele Caleca                   | Italia             | 1     |           | 1          |
| Daverson Franzoi                  | Italia             | 1     |           | 1          |
| Mirko Antonazzi                   | Italia             | 1     |           | 1          |
| Salvatore Zaffiro                 | Italia             | 1     |           | 1          |
| Ilja Novikov                      | Letonia            | 1     |           | 1          |
| Jurijs Idionovs                   | Letonia            | 1     |           | 1          |
| Janis Skribis                     | Letonia            | 1     |           | 1          |
| Rimantas Jakubauskas              | Lituania           | 1     |           | 1          |
| Goran Mitev                       | Macedonia          | 1     |           | 1          |
| Blagoja Spirovski                 | Macedonia          | 1     |           | 1          |
| Robert Dabrowski                  | Polonia            | 1     |           | 1          |
| Krzysztof Filipczak               | Polonia            | 1     |           | 1          |
| Krzysztof Kuchciak                | Polonia            | 1     |           | 1          |
| Luis Miguel Fraga Magalhães Mota  | Portugal           | 1     |           | 1          |
| Ivan                              | Portugal           | 1     |           | 1          |
| António Jorge Dos Santos Teixeira | Portugal           | 1     |           | 1          |
| Formiga                           | Portugal           | 1     |           | 1          |
| Alexey Popov                      | Ucrania            | 1     |           | 1          |
| Velimir Andrejic                  | Yugoslavia         | 1     |           | 1          |